# نيكول مورينو
نيكول مورينو (بالإسبانية: Nicole Moreno)‏ هي عارضة أرجنتينية وتشيلية، ولدت في 22 أغسطس 1987 في سانتياغو في تشيلي.

## وصلات خارجية
- نيكول مورينو على موقع IMDb (الإنجليزية)
- نيكول مورينو على موقع قاعدة بيانات الفيلم (الإنجليزية)